# Podoribates cuspidatus
Podoribates cuspidatus är en kvalsterart som beskrevs av Albino Morimasa Sakakibara och Aoki 1966. Podoribates cuspidatus ingår i släktet Podoribates och familjen Mochlozetidae. Inga underarter finns listade i Catalogue of Life.